# Bodovací soutěž na Giru d'Italia
Fialový trikot je na Giru d'Italia udílen lídrovi bodovací soutěže. V minulosti byla barva dresu červená.

## Vítězové bodovací soutěže na Giro d'Italia

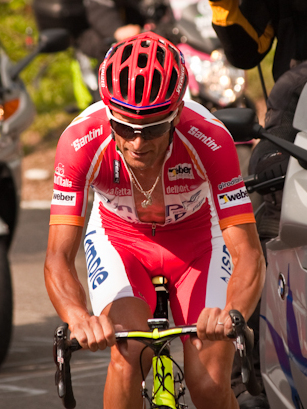
Michele Scarponi, celkový vítěz bodovací soutěže na Giru d'Italia 2011

Fialový trikot – bodovací soutěž
| Rok  | Stát               | Cyklista               | Sponzor/Tým                      | Počet bodů |
| ---- | ------------------ | ---------------------- | -------------------------------- | ---------- |
| 1966 | Itálie             | Gianni Motta           | Molteni                          | 490        |
| 1967 | Itálie             | Dino Zandegù           | Salvarani                        | 200        |
| 1968 | Belgie             | Eddy Merckx            | Faema                            | 198        |
| 1969 | Itálie             | Franco Bitossi         | Filotex                          | 182        |
| 1970 | Itálie             | Franco Bitossi         | Filotex                          | 252        |
| 1971 | Itálie             | Marino Basso           | Ferretti                         | 181        |
| 1972 | Belgie             | Roger De Vlaeminck     | Dreher                           | 264        |
| 1973 | Belgie             | Eddy Merckx            | Molteni                          | 237        |
| 1974 | Belgie             | Roger De Vlaeminck     | Brooklyn                         | 265        |
| 1975 | Belgie             | Roger De Vlaeminck     | Brooklyn                         | 346        |
| 1976 | Itálie             | Francesco Moser        | Sanson                           | 272        |
| 1977 | Itálie             | Francesco Moser        | Sanson                           | 225        |
| 1978 | Itálie             | Francesco Moser        | Sanson                           | 231        |
| 1979 | Itálie             | Giuseppe Saronni       | Scic–Bottecchia                  | 275        |
| 1980 | Itálie             | Giuseppe Saronni       | Gis Gelati                       | 301        |
| 1981 | Itálie             | Giuseppe Saronni       | Gis Gelati                       | 215        |
| 1982 | Itálie             | Francesco Moser        | Famcucine                        | 247        |
| 1983 | Itálie             | Giuseppe Saronni       | Del Tongo–Colnago                | 223        |
| 1984 | Švýcarsko          | Urs Freuler            | Atala                            | 178        |
| 1985 | Nizozemsko         | Johan van der Velde    | Vini Ricordi                     | 195        |
| 1986 | Itálie             | Guido Bontempi         | Carrera Jeans–Vagabond           | 167        |
| 1987 | Nizozemsko         | Johan van der Velde    | Gis Gelati                       | 175        |
| 1988 | Nizozemsko         | Johan van der Velde    | Gis Gelati                       | 154        |
| 1989 | Itálie             | Giovanni Fidanza       | Château d'Ax                     | 172        |
| 1990 | Itálie             | Gianni Bugno           | Château d'Ax                     | 195        |
| 1991 | Itálie             | Claudio Chiappucci     | Carrera Jeans–Tassoni            | 283        |
| 1992 | Itálie             | Mario Cipollini        | GB–MG Maglificio                 | 236        |
| 1993 | Itálie             | Adriano Baffi          | Mercatone Uno–Zucchini–Medeghini | 228        |
| 1994 | Uzbekistán         | Džamolidin Abdužaparov | Team Polti–Vaporetto             | 202        |
| 1995 | Švýcarsko          | Tony Rominger          | Mapei–GB–Latexco                 | 205        |
| 1996 | Itálie             | Fabrizio Guidi         | Scrigno–Blue Storm               | 235        |
| 1997 | Itálie             | Mario Cipollini        | Scrigno–Gaerne                   | 202        |
| 1998 | Itálie             | Mariano Piccoli        | Brescialat-Liquigas              | 194        |
| 1999 | Francie            | Laurent Jalabert       | ONCE                             | 175        |
| 2000 | Rusko              | Dmitrij Konyšev        | Fassa Bortolo                    | 159        |
| 2001 | Itálie             | Massimo Strazzer       | Mobilvetta Design                | 177        |
| 2002 | Itálie             | Mario Cipollini        | Acqua & Sapone                   | 184        |
| 2003 | Itálie             | Gilberto Simoni        | Saeco Macchine per Caffè         | 154        |
| 2004 | Itálie             | Alessandro Petacchi    | Fassa Bortolo                    | 250        |
| 2005 | Itálie             | Paolo Bettini          | Quick-Step–Innergetic            | 162        |
| 2006 | Itálie             | Paolo Bettini          | Quick-Step–Innergetic            | 169        |
| 2007 | —                  | — 1                    | —                                | —          |
| 2008 | Itálie             | Daniele Bennati        | Liquigas                         | 189        |
| 2009 | Rusko              | Děnis Meňšov 2         | Rabobank                         | 144        |
| 2010 | Austrálie          | Cadel Evans            | BMC Racing Team                  | 150        |
| 2011 | Itálie             | Michele Scarponi 3     | Lampre–ISD                       | 122        |
| 2012 | Španělsko          | Joaquim Rodríguez      | Team Katusha                     | 139        |
| 2013 | Spojené království | Mark Cavendish         | Omega Pharma–Quick-Step          | 158        |
| 2014 | Francie            | Nacer Bouhanni         | FDJ.fr                           | 291        |
| 2015 | Itálie             | Giacomo Nizzolo        | Trek Factory Racing              | 181        |
| 2016 | Itálie             | Giacomo Nizzolo        | Trek–Segafredo                   | 185        |
| 2017 | Kolumbie           | Fernando Gaviria       | Quick-Step Floors                | 325        |
| 2018 | Itálie             | Elia Viviani           | Quick-Step Floors                | 341        |
| 2019 | Německo            | Pascal Ackermann       | Bora–Hansgrohe                   | 226        |
| 2020 | Francie            | Arnaud Démare          | Groupama–FDJ                     | 233        |
| 2021 | Slovensko          | Peter Sagan            | Bora–Hansgrohe                   | 136        |
| 2022 | Francie            | Arnaud Démare          | Groupama–FDJ                     | 254        |
| 2023 | Itálie             | Jonathan Milan         | Team Bahrain Victorious          | 217        |
| 2024 | Itálie             | Jonathan Milan         | Lidl–Trek                        | 352        |
| 2025 | Dánsko             | Mads Pedersen          | Lidl–Trek                        | 277        |

### Vícenásobní vítězové bodovací soutěže na Giro d'Italia
| Cyklista                  | Celkem | Roky                   |
| Francesco Moser (ITA)     | 4      | 1976, 1977, 1978, 1982 |
| Giuseppe Saronni (ITA)    | 4      | 1979, 1980, 1981, 1983 |
| Roger De Vlaeminck (BEL)  | 3      | 1972, 1974, 1975       |
| Johan van der Velde (NED) | 3      | 1985, 1987, 1988       |
| Mario Cipollini (ITA)     | 3      | 1992, 1997, 2002       |
| Franco Bitossi (ITA)      | 2      | 1969, 1970             |
| Eddy Merckx (BEL)         | 2      | 1968, 1973             |
| Paolo Bettini (ITA)       | 2      | 2005, 2006             |
| Giacomo Nizzolo (ITA)     | 2      | 2015, 2016             |
| Jonathan Milan (ITA)      | 2      | 2023, 2024             |

### Poznámka
1. Diskvalifikace (kvůli dopingu) Alessandro Petacchi
2. Uděluje se po diskvalifikaci (kvůli dopingu) původního vítěze Danilo Di Luca
3. Uděluje se po diskvalifikaci (kvůli dopingu) původního vítěze Alberto Contador